# Pierre-Marie Carré
Pour les personnes ayant le même patronyme, voir Carré (homonymie).
Ne doit pas être confondu avec Ambroise-Marie Carré.
Pierre-Marie Carré, né à Serques dans le Pas-de-Calais le 22 avril 1947, est un évêque catholique français, archevêque de Montpellier de juin 2011 à juillet 2022.

## Biographie

### Formation
Après avoir commencé sa formation au Grand séminaire de Bordeaux, il a poursuivi ses études à Rome, obtenant une licence de théologie à l'université pontificale grégorienne et une licence d'Écriture sainte à l'Institut biblique.

### Principaux ministères
Ordonné prêtre le 7 septembre 1974 pour le diocèse d'Agen, il a exercé des ministères paroissiaux, en particulier comme curé du secteur paroissial d'Astaffort en Lot-et-Garonne.
Il a également consacré de nombreuses années à la formation des prêtres, comme supérieur du 1er cycle du séminaire interdiocésain de Poitiers de 1980 à 1989 puis du 2d cycle du séminaire interdiocésain de Bordeaux de 1989 à 1993 et comme vicaire épiscopal chargé de la formation des prêtres et des laïcs de 1993 à 1995.
Il a été vicaire général du diocèse d'Agen de 1995 à 2000, sauf en 1996-1997 où il a été administrateur diocésain pendant la vacance d'évêque.
Nommé archevêque du diocèse d'Albi, Castres et Lavaur le 13 juillet 2000, il a été consacré le 8 octobre 2000 par Émile Marcus, archevêque de Toulouse, assisté de Jean-Charles Descubes, évêque d'Agen et de Michel Mouïsse, évêque auxiliaire de Grenoble.
Le 14 mai 2010, Benoît XVI le nomme archevêque coadjuteur de Montpellier aux côtés de Guy Thomazeau auquel il succède le 3 juin 2011.
Au sein de la Conférence des évêques de France, il était président de la Commission doctrinale jusqu'en juillet 2013. Il a été, alors, élu vice-président de cette conférence épiscopale.
Auprès du Saint-Siège, il est en 2011 et 2012 Secrétaire spécial du Synode des Évêques sur la nouvelle évangélisation pour la transmission de la foi chrétienne.
Le dimanche 3 juillet 2022, il effectue sa messe d'adieu au diocèse montpelliérain, le 9 juillet, le pape François accepte sa démission pour raison d'âge.
Le 19 août 2023 à la suite de la démission d'Hubert Herbreteau, il est nommé administrateur apostolique du diocèse d'Agen. Cette fonction a cessé lorsque monseigneur Alexandre de Bucy a été ordonné évêque d’Agen le 1er septembre 2024.

### Distinction
Pierre-Marie Carré a été nommé chevalier dans l'ordre de la Légion d'honneur le 14 juillet 2005.